# Morten Graversen
Morten Graversen (født 20. september 1996) er en dansk kajakroer, der har deltaget ved OL 2024 i Paris. 
Han var med til at vinde sølv ved VM i 2021 i toerkajak på 1000 meter-distancen, og senere har han roet sammen med Victor Gairy Aasmul, Lasse Bro Madsen og Magnus Sibbersen i firerkajak på 500 meter-distancen. Denne firer blev nummer fem ved VM i 2023, hvilket resulterede i udtagelse til OL 2024. Her nåede de fire semifinalen, hvor de dog blev sidst i deres heat.